# Villemontoire
 Villemontoire  es una población y comuna francesa, en la región de Picardía, departamento de Aisne, en el distrito de Soissons y cantón de Oulchy-le-Château.

## Demografía
| 232 | 207 | 185 | 201 | 221 | 210 |
| Para los censos de 1962 a 1999 la población legal corresponde a la población sin duplicidades (Fuente: INSEE [Consultar]) |     |     |     |     |     |